# Daphne macrantha
Daphne macrantha är en tibastväxtart som beskrevs av Frank Ludlow. Daphne macrantha ingår i släktet tibaster, och familjen tibastväxter. Inga underarter finns listade i Catalogue of Life.